# Jessie Cross
Jessie Cross-West, ameriška atletinja, * 14. april 1909, New York, ZDA, † 29. marec 1986, Los Angeles, ZDA.
Nastopila je na olimpijskih igrah leta 1928 ter osvojila srebrno medaljo v štafeti 4x100 m.